# 宮川康子
宮川 康子（みやがわ やすこ、1953年3月26日 - ）は、日本思想史学者、京都産業大学文化学部教授。専門は近世日本思想史。東京都出身。
神戸大学文学部卒業。大阪大学大学院文学研究科博士課程修了。千葉大学留学生センター助手、助教授を経て現職。

## 著書
- 『富永仲基と懐徳堂―思想史の前哨』　（ぺりかん社、1998年）
- 『自由学問都市大坂―懐徳堂と日本的理性の誕生』（講談社選書メチエ、2002年）

共編
- 『日本思想史辞典』子安宣邦監修、桂島宣弘、佐藤弘夫、白山芳太郎、中村生雄、吉田忠共編　ぺりかん社、2001

### 翻訳
- ヘルマン・オームス『徳川ビレッジ 近世村落における階級・身分・権力・法』監訳 ぺりかん社 2008

## 参考
- 『現代日本人名録』2002年